# Ministère de l'Enseignement supérieur et de la Recherche scientifique (Algérie)
Pour les articles homonymes, voir Ministère de l'Enseignement supérieur et de la Recherche scientifique.
Le ministère de l'Enseignement supérieur et de la Recherche scientifique (MESRS) en arabe : وزارة التعليم العالي والبحث العلمي, est l'entité ministérielle du gouvernement algérien chargée de mettre en œuvre la politique nationale dans les domaines de l'enseignement supérieur et de la recherche scientifique. Ce ministère a été créé en 1970 et a connu diverses évolutions, parfois avec une division en deux secteurs distincts ou un statut de ministère délégué.

## Historique
Entre 1962 et 1971, l'Enseignement supérieur était sous la gestion d'une direction centrale au sein du ministère de l'Éducation nationale. Quant à la Recherche scientifique, elle était initialement dotée d'un conseil supérieur au sein du même ministère à partir de 1965.
Le Ministère de l'Enseignement supérieur et de la Recherche scientifique a été créé lors du Gouvernement Boumédiène III en 1970. Il a existé jusqu'en 1983, puis a été rétabli en 1992 et depuis 1994.
La Recherche scientifique a été rattachée au cabinet du Premier ministre entre 1984 et 1990, avant d'être regroupée dans une délégation comprenant la recherche, la technologie et l'environnement entre 1990 et 1992.

## Localisation
Le siège du ministère se trouve au cœur de l'ensemble universitaire, près du grand ensemble de l'ancienne Université d'Alger, situé sur le chemin Doudou Mokhtar à Ben Aknoun, Alger.
Entre 1970 et 1986, le siège était situé à Sidi M'Hamed, dans le 4e arrondissement d'Alger, à la rue Bachir Attar, à l'emplacement actuel de la Maison de la presse Tahar Djaout.
Par la suite, le siège a été déplacé à Ben Aknoun, à la rue des frères Aïssou, occupant l'emplacement actuel du ministère de la Formation et de l'Enseignement professionnels, jusqu'au milieu des années 1990.

## Organisation

### Établissements publics sous tutelle
- Centre de recherche sur l'information scientifique et technique (CERIST)
- Centre de Développement des énergies renouvelables (CDER)
- Centre de développement des technologies avancées (CDTA)
- Centre de recherche en technologies industrielles (CRTI)
- Centre de Recherche Scientifique et Technique en Analyses Physico – Chimiques (CRAPC)
- Centre de Recherche Scientifique et Technique sur le Développement de la Langue Arabe (CRSTDLA)
- Centre de Recherche en Économie Appliquée pour le développement (CREAD)
- Centre national de recherche en anthropologie sociale et culturelle (CRASC)
- Centre de Recherche Scientifique et Technique sur les Régions Arides (CRSTRA)
- Centre de Recherche en Biotechnologie (Constantine) (CRB)
- Centre de Recherche en Technologie des Semi-conducteurs pour l'Energétique (CRTSE)
- Unité de Développement des Equipements Solaires (UDES)
- Unité de recherche en Énergies Renouvelables en milieu saharien Adrar (URERMS)
- Unité de Recherche Appliquée en Énergies Renouvelables (URAER)
- Unité de Recherche Appliquée en Sidérurgie et Métallurgie (URASM)
- Agence Thématique de Recherche en Sciences et Technologie (ATRST)
- Agence thématique de recherche en sciences de la santé et de la vie (ATRSSV)
- Agence nationale de Valorisation des Résultats de la Recherche et du Développement technologique (ANVREDET)
- Agence Thématique de Recherche en Sciences Sociales et Humaines (ATRSSH)
- Agence Thématique de Recherche en Biotechnologie et Sciences Agroalimentaires (ATRBSA)
- Centre national de Recherches Préhistoriques, Anthropologiques et Historiques (CNRPAH)

## Liste des ministres

### Ministres de l'Enseignement supérieur et de la Recherche Scientifique
| Ministre                 | Début            | Fin              | Parti |
| ------------------------ | ---------------- | ---------------- | ----- |
| Mohamed Seddik Ben Yahia | 21 juillet 1970  | 23 avril 1977    | FLN   |
| Abdelatif Rahal          | 23 avril 1977    | 8 mars 1979      | FLN   |
| Abdelhak Rafik Bererhi   | 8 mars 1979      | 17 novembre 1987 | FLN   |
| Aboubakr Belkaid         | 17 novembre 1987 | 9 novembre 1988  | FLN   |
| Abdelhamid Aberkane      | 9 novembre 1988  | 9 septembre 1989 | FFS   |

### Ministres aux universités
| Début           | Fin             | Ministre        | Gouvernement                                    |
| --------------- | --------------- | --------------- | ----------------------------------------------- |
| 25 janvier 1990 | 4 juin 1991     | Mustapha Chérif | gouvernement Hamrouche II                       |
| 18 juin 1991    | 22 février 1992 | Djilali Liabes  | gouvernement Ghozali I, gouvernement Ghozali II |

### Ministre des universités et de la recherche scientifique
| Début           | Fin             | Ministre       | Gouvernement            |
| --------------- | --------------- | -------------- | ----------------------- |
| 22 février 1992 | 19 juillet 1992 | Djilali Liabes | gouvernement Ghozali II |

### Ministres de l'Enseignement supérieur et de la Recherche scientifique
| Ministre             | Début             | Fin               | Parti |
| -------------------- | ----------------- | ----------------- | ----- |
| Aboubakr Benbouzid   | 15 avril 1994     | 10 juin 1997      | RND   |
| Amar Tou             | 10 juin 1997      | 23 décembre 1999  | FLN   |
| Amar Sakhri (ar)     | 26 août 2000      | 4 juin 2002       | FLN   |
| Rachid Harroubia     | 4 juin 2002       | 11 septembre 2013 | RND   |
| Mohamed Mebarki      | 11 septembre 2013 | 15 mai 2015       | RND   |
| Tahar Hadjar         | 15 mai 2015       | 1er avril 2019    | FLN   |
| Tayeb Bouzid         | 1er avril 2019    | 4 janvier 2020    |       |
| Chems Eddine Chitour | 4 janvier 2020    | 25 juin 2020      |       |
| Abdelbaqi Benziane   | 25 juin 2020      | 8 septembre 2022  |       |
| Kamel Bidari         | 8 septembre 2022  | en fonction       |       |

### Liste des secrétaires d'État et ministres délégués aux Universités ou à l'Enseignement supérieur
| Début            | Fin             | Ministre               | Gouvernement           |
| ---------------- | --------------- | ---------------------- | ---------------------- |
| 9 septembre 1989 | 25 janvier 1990 | Abdessalem Ali Rachedi | gouvernement Hamrouche |

### Secrétaire d'État auprès du Ministre de l'Éducation nationale, chargé de l'enseignement supérieur
| Début           | Fin          | Ministre     | Gouvernement           |
| --------------- | ------------ | ------------ | ---------------------- |
| 19 juillet 1992 | 21 août 1993 | Tayeb Cherif | gouvernement Abdesslam |

### Ministre délégué aux universités et à la recherche scientifique
| Début        | Fin           | Ministre           | Gouvernement       |
| ------------ | ------------- | ------------------ | ------------------ |
| 21 août 1993 | 11 avril 1994 | Aboubakr Benbouzid | gouvernement Malek |

### Liste des secrétaires d'État et ministres délégués à la Recherche Scientifique
| Début           | Fin         | Ministre            | Gouvernement           |
| --------------- | ----------- | ------------------- | ---------------------- |
| 25 juillet 1990 | 4 juin 1991 | Cherif Hadj Slimane | gouvernement Hamrouche |

### Ministre délégué à la recherche, à la technologie et à l'environnement
| Début        | Fin             | Ministre            | Gouvernement           |
| ------------ | --------------- | ------------------- | ---------------------- |
| 18 juin 1991 | 22 février 1992 | Cherif Hadj Slimane | gouvernement Ghozali I |

### Ministres délégués à la recherche scientifique
| Début           | Fin             | Ministre        | Gouvernement            |
| --------------- | --------------- | --------------- | ----------------------- |
| 22 février 1992 | 19 juillet 1992 | Mourad Khelladi | gouvernement Ghozali II |

### Chronologie des secrétaires d'État à la recherche scientifique
| Début           | Fin             | Ministre        | Gouvernement            |
| --------------- | --------------- | --------------- | ----------------------- |
| 22 février 1992 | 19 juillet 1992 | Mourad Khelladi | gouvernement Ghozali II |
| 25 octobre 1992 | 21 août 1993    | Malika Allab    | gouvernement Abdesslam  |

### Chronologie des ministres délégués  auprès du ministre de l'Enseignement supérieur, chargé de la recherche scientifique
| Début          | Fin              | Ministre                    | Gouvernement                                                                                          |
| -------------- | ---------------- | --------------------------- | --- |
| 26 août 2000   | 4 juin 2002      | Mohamed Ali Boughazi        | gouvernement Benflis I, gouvernement Benflis II                                                       |
| 4 juin 2002    | 4 octobre 2003   | Leïla Hammou Boutlelis (ar) | gouvernement Benflis III, gouvernement Ouyahia III                                                    |
| 4 octobre 2003 | 3 septembre 2012 | Souad Bendjaballah          | gouvernement Ouyahia III, IV, V, gouvernement Belkhadem I, II, gouvernement Ouyahia VI, VII, VIII, IX |